# Nicolas Dumont (homme politique)
Nicolas Dumont est un religieux et un homme politique français né le 21 février 1732 à Reims (Marne) et décédé le 22 juillet 1806 au même lieu.
Curé de Villers-devant-le-Thour, il est député du clergé aux états généraux de 1789 pour la bailliage de Vitry-le-François. Il fait partie des députés du clergé qui siègent avec le tiers état et prête le serment civique en 1790.

## Sources
- « Nicolas Dumont (homme politique) », dans Adolphe Robert et Gaston Cougny, Dictionnaire des parlementaires français, Edgar Bourloton, 1889-1891 [détail de l’édition]